# Henry Duey
Henry Ludwig Duey (1. maj 1908 – 13. februar 1993) var en amerikansk vægtløfter som deltog i de olympiske lege 1932 i Los Angeles. 
Duey vandt en bronzemedalje i vægtløftning under Sommer-OL 1932 i Los Angeles. Han kom på en tredjeplads i vægtklassen Letsværvægt. Duey løftede i alt 330 kg, hvilket var 35 kg mindre end sin landsmand Louis Hostin som vandt foran Svend Olsen fra Danmark som kom på en andenplads med 360,0 kg. Der var fire vægtløftere fra tre lande som deltog i konkurrencen som blev afholdt den 30. juli 1932.